# 日高晤郎の北海道五十三次
『日高晤郎の北海道五十三次』（ひだかごろうのほっかいどうごじゅうさんつぎ）は、STVラジオで放送されていたラジオ番組。パーソナリティは日高晤郎。2003年4月27日～2008年3月30日放送。

## 概要
STVテレビの設立45周年記念番組として、善財童子を導く五十三人と東海道五十三次をヒントとして、毎回北海道に縁のある人物53人と対談をし、その内容を放送する。
道内各地での収録が基本であるが、ゲストによっては東京で収録していた。
2007年10月以降はこれまでの回の一部を放送。
テーマ曲はルルティア「シャイン」(インストゥルメンタル)。提供はライブハウス札幌ケントス。

## 放送時間
- 番組開始～2004年3月[1] [2]毎週最終日曜日 6:00 - 6:45 (JST)
- 2004年4月～番組終了 毎週最終日曜日 6:15 - 7:00 (JST)

## ゲスト
| 回 | 放送日         | ゲスト                                                   | 特記事項                                                                      |
| -- | -------------- | -------------------------------------------------------- | ----------------------------------------------------------------------------- |
| 1  | 2003年4月27日  | 若松勉                                                   | ウイークエンドバラエティ 日高晤郎ショー フォーエバー2018年6月9日に再放送。    |
| 2  | 2003年5月25日  | 佐藤忠良                                                 | [ 4 ]                                                                         |
| 3  | 2003年6月29日  | 香寿たつき                                               |                                                                               |
| 4  | 2003年7月27日  | 北の湖敏満                                               | [ 5 ]                                                                         |
| 5  | 2003年8月31日  | 丹保憲仁                                                 |                                                                               |
| 6  | 2003年9月28日  | 三浦雄一郎                                               | ウイークエンドバラエティ 日高晤郎ショー フォーエバー 2018年12月1日に再放送。  |
| 7  | 2003年10月26日 | 浜圭介                                                   |                                                                               |
| 8  | 2003年11月30日 | モンキーパンチ                                           | [ 6 ]                                                                         |
| 9  | 2003年12月28日 | 谷川弘一郎(浦河町長)                                     |                                                                               |
| 10 | 2004年1月25日  | 小菅正夫                                                 |                                                                               |
| 11 | 2004年2月29日  | 松田昌士(JR東日本会長)                                   | [ 7 ]                                                                         |
| 12 | 2004年3月28日  | 南二郎(ニッポン放送ディレクター・音響効果技師)           | ウイークエンドバラエティ 日高晤郎ショー フォーエバー2019年3月16日に再放送。   |
| 13 | 2004年4月25日  | 輪島功一                                                 |                                                                               |
| 15 | 2004年6月27日  | 染谷純一(ソメスサドル社長)                               |                                                                               |
| 16 | 2004年7月25日  | 中野政美(北海道旭川南高等学校柔道部監督)                 |                                                                               |
| 17 | 2004年8月29日  | 星野伸之                                                 |                                                                               |
| 18 | 2004年9月26日  | 畠山みどり                                               |                                                                               |
| 19 | 2004年10月31日 | 金山明彦                                                 |                                                                               |
| 20 | 2004年11月28日 | 小林光一                                                 |                                                                               |
| 21 | 2004年12月26日 | レコードの鈴屋社長                                       |                                                                               |
| 22 | 2005年1月30日  | 岩崎紘昌                                                 |                                                                               |
| 23 | 2005年2月27日  | カルーセル麻紀                                           | ウイークエンドバラエティ 日高晤郎ショー フォーエバー 2019年2月16日に再放送。  |
| 24 | 2005年3月27日  | 佐藤義則                                                 |                                                                               |
| 25 | 2005年4月25日  | 輪島功一                                                 | ウイークエンドバラエティ 日高晤郎ショー フォーエバー 2019年2月2日に再放送。   |
| 26 | 2005年5月29日  | 千代の富士貢(九重親方)                                   | ウイークエンドバラエティ 日高晤郎ショー フォーエバー 2019年2月9日に再放送。   |
| 27 | 2005年6月26日  | 赤坂裕美子(協栄札幌赤坂ボクシングジムマネージャー)       |                                                                               |
| 29 | 2005年8月28日  | 原田雅彦                                                 | ウイークエンドバラエティ 日高晤郎ショー フォーエバー 2018年12月8日に再放送。  |
| 30 | 2005年9月25日  | 江村林香                                                 |                                                                               |
| 31 | 2005年10月30日 | 小野真澄                                                 |                                                                               |
| 32 | 2005年11月27日 | 松前ひろ子                                               |                                                                               |
| 33 | 2005年12月25日 | 午来昌（斜里町長）                                       |                                                                               |
| 34 | 2006年1月29日  | 猪谷千春                                                 |                                                                               |
| 35 | 2006年2月26日  | NPO法人どんころ野外学校代表・目黒義重                    |                                                                               |
| 37 | 2006年4月30日  | いがらしゆみこ                                           |                                                                               |
| 41 | 2006年7月30日  | 綿引幸造                                                 |                                                                               |
| 42 | 2006年8月27日  |                                                          |                                                                               |
| 43 | 2006年9月24日  | 下川製箸社長                                             |                                                                               |
| 44 | 2006年10月29日 | 吉村均                                                   |                                                                               |
| 45 | 2006年11月26日 | 中村宏之                                                 |                                                                               |
| 46 | 2006年12月31日 | 長沼昭夫                                                 | ウイークエンドバラエティ 日高晤郎ショー フォーエバー 2018年12月22日に再放送。 |
| 47 | 2007年1月28日  | 884ボクシングジム代表・林達也                            |                                                                               |
| 48 | 2007年2月25日  | 掘均(ホリ社長)                                           | ウイークエンドバラエティ 日高晤郎ショー フォーエバー 2019年3月9日に再放送。   |
| 49 | 2007年3月25日  | 藤井純一                                                 |                                                                               |
| 50 | 2007年4月29日  | ニセコ昆布温泉ホテル甘露の森支配人 松橋京子              |                                                                               |
| 51 | 2007年5月27日  | 藤倉肇                                                   |                                                                               |
| 52 | 2007年7月29日  | ニセコアンヌプリ ホルスタインズミルク工房代表 高橋ゆうこ |                                                                               |
| 53 | 2007年9月30日  | 特別編(聞き手:岩本芳修・ゲスト:日高晤郎)                 | ウイークエンドバラエティ 日高晤郎ショー フォーエバー 2019年3月23日に再放送。  |